# The Last of Us
The Last of Us er en amerikansk tv-serie fra 2023. Hovedrollerne spilles af henholdsvis Pedro Pascal (Joel Miller) og Bella Ramsey (Ellie).

## Anden sæson af Last Of Us-serien
Anden sæson af HBO's Last Of Us kommer til at bestå af 7 afsnit, og tredje sæson bliver "betydeligt større". Der vil gå et stykke tid, før vi ser anden sæson af HBO's The Last of Ace, men efterhånden som produktionen begynder, kommer der stadig nye detaljer frem. Efter at HBO for nylig har teaset, hvordan Joel og Ellie vil se ud i næste sæson med to nye billeder, gav co-showrunners og showrunners Craig Mazin og Neil Druckman flere detaljer om showets fremtid i et interview med Deadline. For eksempel har Mazin bekræftet, at anden sæson af serien vil være på syv afsnit, i modsætning til den første sæson, der havde ni afsnit. Anden sæson af Last of Ace-serien bliver vist engang i 2025. Ud over Pedro Pascal og Bela Ramsey som Jules og Ellie vil denne serie også have Kaitlyn Dauer som Abby, Isabella Mercy som Dinah, Young Mazzino som Jesse og Jeffrey Wright som Isaac.